# Flying Cloud (Schiff, 1851)
Die Flying Cloud war ein 1851 vom Stapel gelaufener Klipper, der als eines der schnellsten Schiffe seiner Zeit galt. Mit einer Reisedauer von 89 Tagen und 8 Stunden hielt der Klipper zwischen 1854 und 1989 mehr als 130 Jahre lang den Rekord für die schnellste Überfahrt von New York nach San Francisco. Bis 1862 fuhr das Schiff unter US-amerikanischer Flagge, anschließend gehörte es einem Eigner in Liverpool. 1874 ging die Flying Cloud durch Schiffbruch verloren und wurde im Jahr darauf niedergebrannt.

## Geschichte

### Konstruktion und Beschreibung

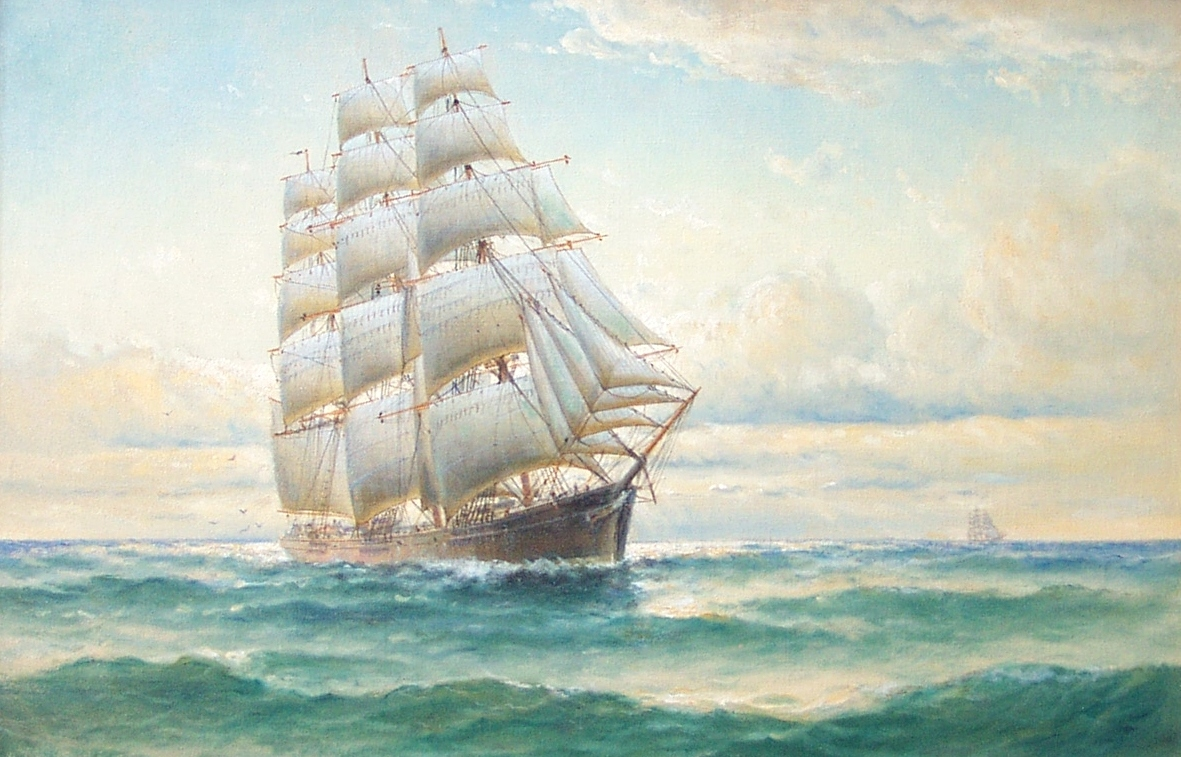
Die Flying Cloud auf einem Gemälde von William A. Coulter (um 1910)

Die Flying Cloud wurde in der Werft von Donald McKay in East Boston erbaut und lief 1851 vom Stapel. Auftraggeber war ursprünglich Enoch Train aus Boston, der das Schiff jedoch noch in der Bauphase an die New Yorker Grinnell, Minturn & Company verkaufte. Dies war ein großer Gewinn für Train, da er nur 50.000 US-Dollar für den Klipper bezahlte, der für 90.000 US-Dollar an die neuen Eigner ging.
Die Flying Cloud besaß eine Länge von insgesamt knapp 70 Meter (einige Quellen nennen auch 71 Meter) bei einer Tonnage von insgesamt 1.782 BRT, was sie zu einem der größten Klipper ihrer Zeit machte. Sie besaß insgesamt drei Masten und war als Vollschiff getakelt. Einige Details wie die Segelfläche und die Segelanzahl der Flying Cloud sind ebenso unbekannt wie ihre genaue Geschwindigkeit. Jedoch galt sie als eines der schnellsten Schiffe der Welt und wurde nach Indienststellung als schnellster Klipper Amerikas angepriesen.
Die Fracht des Klippers bestand zumeist aus Tee, Wolle, Baumwolle und Nitrate.

### Dienstzeit

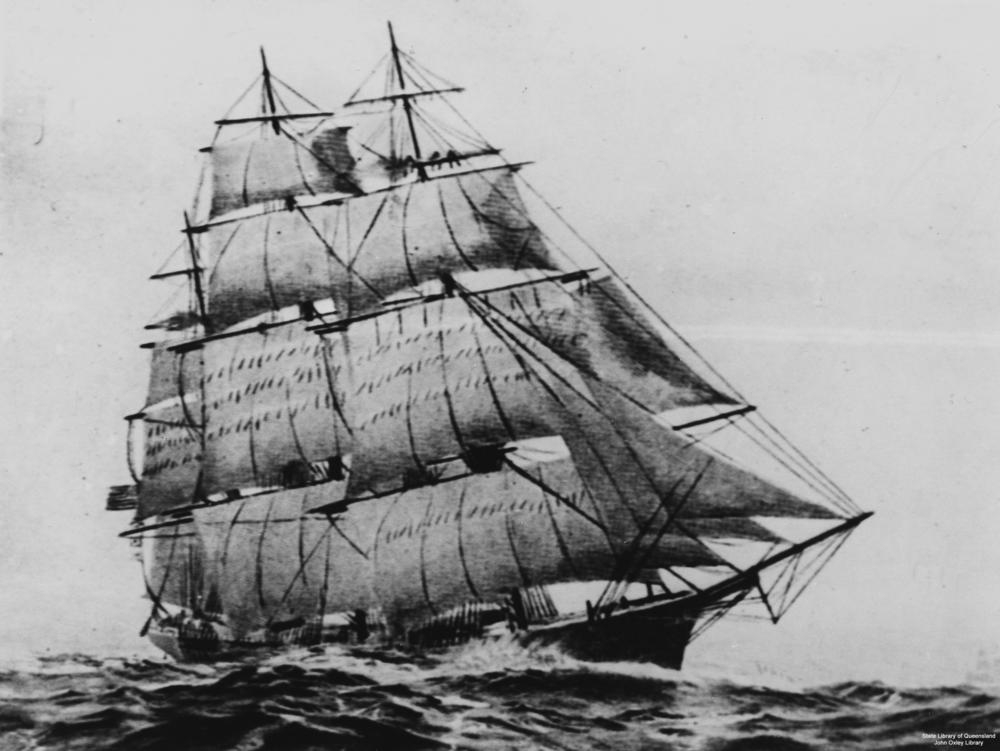
Die Flying Cloud im Dienst nach Australien

Die Indienststellung der Flying Cloud erfolgte nur sechs Wochen nach dem Stapellauf von New York über Kap Hoorn nach San Francisco, wofür der Klipper 89 Tage und 21 Stunden benötigte. Den Rekord auf dieser Strecke stellte er 1854 mit einer Zeit von 89 Tagen und 8 Stunden auf. In den frühen Tagen des Kalifornischen Goldrauschs benötigten Schiffe für diese über 16.000 Meilen lange Passage noch etwa 200 Tage. Der Rekord der Flying Cloud hielt 135 Jahre an, ehe er 1989 von der für hohe Geschwindigkeiten konzipierten Slup Thursday’s Child gebrochen wurde.
Nach Aufstellung des Geschwindigkeitsrekords und Berichterstattungen in allen großen Zeitungen behauptete der Eigner des Klippers Andrew Jackson, dass sein Schiff in Wahrheit die schnellste Überfahrt absolviert hätte. Tatsächlich benötigte die Andrew Jackson nur 89 Tage und 4 Stunden zum Erreichen der Gewässer um San Francisco. Zwischen den Farallon-Inseln und der Meerenge von Golden Gate musste der Klipper jedoch mehrere Stunden ankern, um auf einen Lotsen zu warten. Aus diesem Grund erreichte das Schiff den Hafen von San Francisco später als die Flying Cloud, die weiterhin als offizieller Rekordhalter galt.
im April 1853 lieferte sich die Flying Cloud ein Wettrennen mit dem Klipper Hornet auf der Strecke von New York nach San Francisco. Nach einer Überfahrtsdauer von 106 Tagen trafen beide Schiffe fast zeitgleich im Hafen von San Francisco ein. Die Hornet hatte einen Vorsprung von lediglich 45 Minuten gegenüber der Flying Cloud.
1862 ging die Flying Cloud in den Besitz der in Liverpool ansässigen Black Ball Line über, die den Klipper für den Transport von Holz sowie gelegentlich als Einwandererschiff nach Australien und Neuseeland einsetzten. In späteren Dienstjahren lief das Schiff ebenfalls zum Holztransport zudem das kanadische Saint John an.

### Schiffbruch
Am 19. Juni 1874 lief die Flying Cloud bei Beacon Island in der Nähe von Saint John auf Grund. Sie konnte zwar freigeschleppt werden, doch ihr Rumpf war gebrochen und somit nicht mehr reparabel. Nach einem Jahr Liegezeit wurden alle Metallbeschläge vom Klipper entfernt und der hölzerne Rumpf niedergebrannt.

## Weiblicher Offizier
Bis 1857 hatte die Flying Cloud mit Eleanor Creesy (1814–1900) einen weiblichen Offizier, was zu dieser Zeit äußerst ungewöhnlich war und ein großes Presseecho nach sich zog. Creesy war die Gattin des damaligen Kapitäns Josiah Perkins Creesy († 1871), der zusammen mit seiner Frau die Schiffsführung übernahm. Auch der Geschwindigkeitsrekord im Jahr 1854 erfolgte unter ihrem gemeinsamen Kommando. 1857 verließ das Ehepaar die Flying Cloud nach einer finanziellen Flaute und fuhr fortan vermutlich auf einem anderen Schiff namens Archer zur See, ehe sie sich in den 1860er Jahren zur Ruhe setzten.